# Апофатизм
Апофати́зм (від грец. αποφατικός — негативний) — вчення про те, що вища Реальність у своїй останній глибині незбагненна і невизначна засобами людської мови і понять. Це учення було вперше ясно проголошено Упанішадами. Також ідеї про принципову непізнаваність кінцевої Реальності виникають в грецькій філософії, зокрема, у Платона і неоплатоніків.
У християнстві також існує традиція апофатичного богослов'я, тобто описи Бога, Абсолюта, шляхом послідовного відкидання («заперечення») всіх визначень, що відносяться до нього, як несумісних з Його природою. Яскравими представниками апофатичного богослов'я в християнстві є Діонісій Ареопагіт, Григорій Нісській, в епоху Відродження — Микола Кузанський.